# 24751 Кремер
24751 Кремер (24751 Kroemer) — астероїд головного поясу, відкритий 21 вересня 1992 року.
Тіссеранів параметр щодо Юпітера — 3,288.